# Satoshi Tanaka (Komponist)
Satoshi Tanaka (japanisch 田中 聰 Tanaka Satoshi; * 26. November 1956 in Hokkaidō) ist ein japanischer Komponist.

## Leben
Tanaka studierte Komposition bei Jōji Yuasa, Kenjirō Urata und Shin’ichirō Ikebe an der Musikhochschule Tokio.
Im Jahre 1984 wurde sein Werk The Hour of Silence (1983) bei der Internationalen Gaudeamus Musikwoche durch das Radio Filharmonisch Orkest unter Richard Dufallo uraufgeführt. Die japanische Erstaufführung erfolgte 2011 in der Suntory Hall durch das Symphonieorchester der Präfektur Tokio unter der Leitung von Kazuki Yamada. 1988 erhielt er den 9. Irino-Preis für junge Komponisten für sein Orchesterwerk Iris Field (1987), das vom Neuen Philharmonieorchester Japan und dem Dirigenten Kazuhiro Koizumi 1989 in der Tōkyō Bunka Kaikan uraufgeführt wurde. Der chinesischstämmige und in Australien lebende Komponist Julian Yu widmete ihm den 4. Satz seines Werkes Vier Haiku op. 27 für  Sopran und Klavier (1988–1992).
Für 2003 und 2006 wurde er durch den Asian Cultural Council in New York City gefördert; er forschte zu zeitgenössischer Musik in den USA und organisierte ein indonesisch-japanisches Konzert. 2004 war er Artist in Residence des Headlands Center for the Arts in Sausalito, Kalifornien.
Tanaka ist Juror beim Kompositionswettbewerb Irino Prize.

## Werke (Auswahl)
- Recurrence (1982) für Shakuhachi
- The Hour of Silence (1983) für Orchester. UA: 9. August 1984 Hilversum (VARA Studio, Radio Filharmonisch Orkest, Dirigent: Richard Dufallo)
- The Hour of Silence II (1984) für Ensemble
- The Hour of Silence III (1984) für Klavier
- Interlude II (1985) für Tonband, Violoncello und Harfe
- Installations (1986) für Violine und Klavier
- Modal Circulation (1986) für Shakuhachi, Shamisen und Koto
- Variations (1986) für Flöte, Violoncello und Klavier
- Iris Field (1987) für Orchester
- Drifting for String Quartet (1998)
- Variations III (1988) für Violine, Klarinette und Klavier
- Redolence (1988) für Klavier und Violoncello
- Enban no Gogatsu (May of Discus) (1989) für Sopran und Klavier
- Five Fragments: Five Fragments for Flute and Piano (1994) für Flöte und Klavier
- Silent Spring (1994) für Orchester
- Three Poems (1995) von Yoshikuni Iida für Sopran und Flöte
- Quatre Esquisses pour Violin et Piano (1996) für Violine und Klavier
- Afterglow (1997) für Violine, Violoncello und Klavier
- Trinity (1998) für Flöte, Violine und Klavier
- Five Countenances (1999) für Flöte und Klavier
- Succession (2000) für Oboe und Klavier
- Koe-tachi (2002) für Shō, Hichiriki und Ryūteki
- Contemplation (2003) für Koto
- Grisaille (2004) für Klavier
- Levitation (2006) für Klavier
- Nocturno de San Idelfonso (2006) für Violoncello und Gitarre
- Psalms (2007) für Klavier
- The Afterward (2009) für Klavier
- Epitaph (2009) für Klavier
- Oracle (2011) für Klavier
- Litany (2012) für Violine und Klavier
- Litany II (2013) für Klavier
- Twinkle, twinkle, little star (2014) für Klavier
- Afterglow II (2014) für Horn und Violine
- Zeichensammlung Südlich (2014) für English Horn, Fagott, Viola und Gitarre
- Succession Ⅳ (2015) für Vibraphone
- Apparition (2015) für zwei Gitarren
- chi ni wa chi no mono o (to earth its own) (2016) für Klavier
- shiro i, shiro i hi (white, white day) (2016) für Klavier
- kusa no shomotsu (book of grass) (2017) für Klavier
- Solstice II (2018) für Klavier
- I see it in my dream and I see it in my dreams (2019) für Klavier
- Silent Pulse (2020) für Klavier
- Silent Pulse II (2021) für Elektrische Gitarre
- Reminiscence (2023) für Klavier
- Resemblance Ⅳ (2023) für zwei Marimbas
- Reminiscence II (2024) für Flöte und Elektrische Gitarre
- serenity (2024) für Klavier

## Diskographie
- Works of Two Composers [mit Yūki Andō] (JILA 1999)
- Evocaciones de Espana (EMEC 2012) – Duo Michael Kevin Jones (Violoncello) und Agustin Maruri (Gitarre)
- Works for Piano (EMEC 2014) – Satoko Inoue (Klavier)
- 70 More Variations on "Twinkle Twinkle Little Star" (Move Records 2015) – Michael Kieran Harvey (Klavier)
- KLEE – Impressionen (Müller & Schade AG 2018) – Ensemble Sortisatio : Walter Klingner(Englischhorn), Axel Andrae(Fagott), Matthias Sannemüller(Viola) und Thomas Blumenthal(Gitarre)
- “Listening to Wind” guitar works of Satoshi Tanaka (NIKU 2021) – Junpei Ohtsubo(Gitarre)

## Belege
1. ↑  Satoshi Tanaka, musicfromjapan.org, abgerufen am 4. Februar 2018.
2. ↑  The Hour of Silence for Orchestra, musicfromjapan.org, abgerufen am 4. Februar 2018.
3. ↑  With Composers, suntory.com, abgerufen am 4. Februar 2018.
4. ↑  The IRINO PRIZE Winners (1981–1990), irinoprize.jp, abgerufen am 3. Februar 2018.
5. ↑  Julian Yu: 4 Haiku, universaledition.com, abgerufen am 20. Februar 2018.
6. ↑  Satoshi Tanaka (Memento des Originals vom 5. Februar 2018 im Internet Archive)  Info: Der Archivlink wurde automatisch eingesetzt und noch nicht geprüft. Bitte prüfe Original- und Archivlink gemäß Anleitung und entferne dann diesen Hinweis., asianculturalcouncil.org, abgerufen am 4. Januar 2018.
7. ↑  Satoshi Tanaka, headlands.org, abgerufen am 6. Februar 2018.
8. ↑  About IRINO PRIZE, irinoprize.jp, abgerufen am 3. Februar 2018.

| Personendaten    | Personendaten         |
| ---------------- | --------------------- |
| NAME             | Tanaka, Satoshi       |
| ALTERNATIVNAMEN  | 田中 聰 (japanisch)   |
| KURZBESCHREIBUNG | japanischer Komponist |
| GEBURTSDATUM     | 26. November 1956     |
| GEBURTSORT       | Hokkaidō              |